# Giuseppe Mosca
Giuseppe Mosca (Napoli, 1772 – Messina, 14 settembre 1839) è stato un compositore italiano, fratello del compositore Luigi Mosca.

## Biografia
Dopo aver studiato musica al Conservatorio di Santa Maria di Loreto di Napoli sotto la guida di Fedele Fenaroli, debuttò come operista a Roma nel 1791 con Silvia e Nardone; nei successivi anni continuò questa attività mettendo in scena diverse opere, con le quali conseguì molto successo. Nel 1803 fu attivo a Parigi sempre come compositore e come maestro di cembalo al Théâtre Italien. 
Dopo la rappresentazione de La pietra del paragone di Gioachino Rossini nel 1812, Mosca accusò quest'ultimo di aver plagiato la sua opera I pretendenti delusi, data con successo l'anno precedente, per quanto riguarda i crescendo. 
Successivamente, dal 1817 e il 1820, fu a Palermo come direttore del Real Teatro Carolino, tra il 1820 e il 1827 a Milano e infine a Messina, sempre come direttore di un teatro, dove rimase sino alla morte.

## Considerazione sull'artista
Francesco Florimo disse che Mosca aveva una forma facile e una spontaneità di melodie, che, quantunque non nuovissime, pure erano sì ben condotte e contornate con tanto gusto, che al pubblico riuscivano gradite, e le sue opere, sebbene non durature sulle scene, nondimeno nel tempo che si rappresentavano, venivano generalmente applaudite. Invece il musicologo francese Fétis lo descrisse come un compositore senza genio, ma con una prodigiosa facilità.

## Lavori

### Opere
- Silvia e Nardone (Feb. 1791 Teatro Nuovo, Roma)
- La vedova scaltra (Carn. 1796 Teatro Tordinona, Roma)
- Il folletto (1797 Teatro Nuovo, Napoli)
- Chi si contenta gode (29 Apr. 1798 Teatro Apollo, Roma)
- I matrimoni liberi, opera buffa in 2 atti (25 Ago. 1798 Teatro alla Scala, Milano)
- Ifigenia in Aulide (Carn. 1799 Teatro Argentina, Roma)
- Amore e dovere (1799 Teatro delle Dame, Roma)
- L'apparenza inganna (Aut. 1799 Teatro San Moisè, Venezia)
- Rinaldo ed Armida (26 Dic. 1799 Teatro della Pergola, Firenze)
- La Gastalda ed il lacchè (Carn. 1800 Teatro San Samuele, Venezia)
- La gara fra Valafico e Limella (Est. 1800, Venezia)
- Il sedicente filosofo (Nov. 1801 Teatro alla Scala, Milano)
- La vipera ha beccato i ciarlatani (Aut. 1801 Teatro Regio, Torino)
- Ginevra di Scozia ossia Ariodante, libretto di Gaetano Rossi (Carn. 1802 Grand Théâtre des Arts (ex-Regio), Torino)
- La fortunata combinazione, opera buffa in 2 atti, libretto di Luigi Romanelli (17 Ago. 1802 Teatro alla Scala, Milano)
- Sesostri, libretto di Apostolo Zeno e Pietro Pariati (26 dicembre 1802 Grand Théâtre des Arts (ex-Regio), Torino)
- Chi vuol troppo veder diventa cieco, opera buffa in 2 atti, libretto di Luigi Romanelli (2 Lug. 1803 Teatro alla Scala, Milano)
- Emira e Conalla (1803 Teatro S. Agostino, Genova)
- Monsieur de Montaciel (Aut. 1810 Teatro Carignano, Torino)
- Con amore non si scherza (14 Apr. 1811 Teatro alla Scala, Milano con Marietta Marcolini e Claudio Bonoldi)
- I pretendenti delusi (7 Sett. 1811 Teatro alla Scala, Milano con la Marcolini e Bonoldi)
- I tre mariti (Carn. 1812 Teatro San Moisè, Venezia)
- Il finto Stanislao Re di Polonia (Carn. 1812 Teatro San Moisè, Venezia)
- Gli amori e l'arme, libretto di Giuseppe Palomba (29 Mar. 1812 Teatro San Carlo, Napoli)
- Le bestie in uomini, farsa in 2 atti libretto di Angelo Anelli con Marietta Marcolini (23 Mag. 1812 Teatro alla Scala, Milano)
- Romilda, ossia L'amor coniugale (26 Gen. 1813 Teatro Ducale, Parma)
- La diligenza a Toigni, ossia Il collaterale (1813 Teatro dei Fiorentini, Napoli)
- Don Gregorio in imbarazzo (1813 Teatro dei Fiorentini, Napoli)
- L'avviso al pubblico, opera buffa in 2 atti, libretto di Gaetano Rossi (4 gennaio 1814 Teatro alla Scala, Milano con Francesca Maffei Festa) [anche come: Il matrimonio per concorso a Torino, Aut. 1814]
- Il fanatico per l'Olanda (Carn. 1814 Teatro del Corso, Bologna)
- Carlotta ed Errico (Aut. 1814 Teatro dei Fiorentini, Napoli)
- I viaggiatori, ossia Il negoziante pesarese (22 Ott. 1814 Teatro Ducale, Parma)
- Don Desiderio, ovvero Il disperato per eccesso di buon cuore (Apr. 1816 Teatro dei Fiorentini, Napoli)
- La gioventù di Enrico V(11 Sett. 1818 Teatro della Pergola, Firenze)
- Attila, ossia Il trionfo del Re de' Franchi (1818 Teatro S. Cecilia, Palermo)
- I due fratelli fuorusciti, ovvero Li giudici senza dottrina (26 Sett. 1819 Teatro Marsigli-Rossi, Bologna)
- Emira, regina d'Egitto (6 Mar. 1821 Teatro alla Scala, Milano con Adelaide Tosi)
- La sciocca per astuzia, opera buffa in 2 atti, libretto di Luigi Romanelli (15 Mag. 1821 Teatro alla Scala, Milano con Teresa Belloc-Giorgi e Domenico Donzelli)
- La dama locandiera, opera buffa in 2 atti, libretto di Luigi Romanelli (8 Apr. 1822 Teatro alla Scala, Milano)
- La poetessa errante (Prim. 1822 Teatro Nuovo, Napoli)
- Federico II, Re di Prussia (Dic. 1824 Teatro San Carlo, Napoli)
- L'abate dell'Epée (27 Giu. 1826 Teatro San Carlo, Napoli)

### Altri lavori
- La moglie virtuosa, ossia Costanza Ragozzi (balletto, 1798, Milano)
- Tomiri regina d'Egitto (balletto, 1802, Torino)
- Salve regina per soprano e organo
- Sinfonia in do maggiore
- Sinfonia per cembalo in re maggiore